# 白帝镇
白帝镇，是中华人民共和国重庆市奉节县下辖的一个乡镇级行政单位。2010年4月，将永安镇白帝社区调整为白帝镇管辖。
2014年4月30日行政区划调整。调整后，辖浣花、黄连2个社区和大湾、庙垭、九盘、鸡山、石庙、龙井、紫阳、八阵、香山、前进、坪上11个村。

## 行政区划
白帝镇下辖以下地区：
浣花社区、黄连社区、紫阳村、八阵村、石庙村、坪上村、香山村、龙井村、大湾村、前进村、九盘村、鸡山村和庙垭村。
2014年4月30日行政区划调整后，下辖浣花、黄连2个社区和大湾、庙垭、九盘、鸡山、石庙、龙井、紫阳、八阵、香山、前进、坪上11个村。 